# Peñalver
Peñalver – gmina w Hiszpanii, w prowincji Guadalajara, w Kastylii-La Mancha, o powierzchni 40,98 km². W 2011 roku gmina liczyła 225 mieszkańców.